# Gürsel Aksel
Gürsel Aksel (né le 10 mai 1937 à Uzunköprü en Turquie, et mort le 13 octobre 1978 à Rize), est un joueur international de football turc, qui évoluait au poste de milieu de terrain, avant d'ensuite devenir entraîneur.

## Biographie

### Carrière de joueur

#### Carrière en club
Gürsel Aksel rejoint le club du Göztepe SK en 1955 (en même temps que son frère Güler Aksel qui fut le premier footballeur professionnel de l'histoire du club). Il fait ses débuts avec l'équipe première en 1959.
Gürsel Aksel effectue toute sa carrière avec le club de Göztepe. Il est le joueur le plus capé du club (390 matchs disputés en 14 saisons), et le second meilleur buteur de l'histoire du club (avec 81 buts inscrits).
Il réalise sa meilleure performance lors de la saison 1961-1962, où il inscrit un total de 19 buts en première division turque.
Il participe avec l'équipe de Göztepe à la Coupe des villes de foires (vingt matchs, trois buts) et à la Coupe des coupes (dix matchs, un but). Il atteint les demi-finales de la Coupe des villes de foires en 1969, en étant battu par le club hongrois d'Újpest. Lors de cette compétition, il se met en évidence en étant l'auteur d'un doublé lors du second tour contre le club roumain de l'Argeș Pitești.

#### Carrière en sélection
Gürsel Aksel dispute trois rencontres en sélection turque entre 1965 et 1968.
Il marque un but avec l'équipe turque, le 21 juillet 1965, lors d'une victoire 3-1 contre le Pakistan.

### Mort
Le 13 octobre 1978, Aksel meurt lors de l'explosion d'une station service à Rize, dans le nord-est du pays, y laissant une femme et deux enfants.
Le stade à domicile du Göztepe SK, est nommé en son honneur (Stade Gürsel Aksel).

## Palmarès
Göztepe SK
- Coupe de Turquie (2) :
  - Vainqueur : 1968-69 et 1969-70.